# Rafael Santos (giocatore di calcio a 5)
Rafael dos Santos Santos, noto semplicemente come Rafa Santos (São Bernardo do Campo, 25 settembre 1990), è un giocatore di calcio a 5 brasiliano.
Con la nazionale brasiliana è stato campione del mondo nel 2024 e campione sudamericano nel 2017 e nel 2024.

## Carriera
Santos ha disputato, con la nazionale maschile di calcio a 5 del Brasile, tre Coppe America: le vittoriose edizioni del 2017 e del 2024 nonché quella del 2022, conclusa dai verdeoro al terzo posto. Proprio durante quest'ultima, nell'incontro vinto per 3-0 contro la Colombia, Santos ha realizzato la sua prima rete in nazionale.

## Palmarès

### Competizioni nazionali
- Campionato georgiano: 1
Iberia Star: 2012-13
- Campionato brasiliano: 1
Carlos Barbosa: 2015
- Taça Brasil: 1
Carlos Barbosa: 2016
- Supercoppa brasiliana: 1
Carlos Barbosa: 2017
- Campionato giapponese: 3
Nagoya Oceans: 2017-18, 2018-19, 2019-20

### Competizioni internazionali
- AFC Futsal Club Championship: 1
Nagoya Oceans: 2019

### Nazionale
- Coppa America: 2
Argentina 2017, Paraguay 2024
- Campionato mondiale: 1
Uzbekistan 2024